# Не гріє сонце на чужині…
«Не гріє сонце на чужині…» — вірш Тараса Шевченка, написаний 1847 року в Орській фортеці.

## Написання
Зберігся чорновий автограф вірша на окремому аркуші і чистовий автограф у «Малій книжці». Автографи не датовані. Вірш датується за місцем автографа у «Малій книжці» серед творів 1847 року та часом перебування Шевченка з 22 червня 1847 по 11 травня 1848 року в Орській фортеці, орієнтовно: кінець червня — грудень 1847 року, місце написання — Орська фортеця.
Найраніший відомий текст — чорновий автограф на окремому аркуші. З цього автографа Шевченко, повернувшись з Аральської описової експедиції до Оренбурга, наприкінці 1849-го (не раніше 1 листопада) або на початку 1850 року (не пізніше дня арешту поета 23 квітня), переписав вірш з деякими виправленнями в рядках 4, 6, 11, 24 до «Малої книжки» (під № 8 до шостого зшитка за 1846—1847 роки). Виправлення в рядку 10 зроблено дещо згодом. До «Більшої книжки» Шевченко вірш не переписав.

## Публікація
Вперше вірш надруковано у виданні: «Кобзар з додатком споминок про Шевченка Костомарова і Микешина» (Прага, 1876 рік, стор. 257—258), за «Малою книжкою».

## Сюжет
Вірш належить до ліричних поезій Шевченка періоду заслання, в яких автор виливав тугу за Україною. Тут поет прагне перебороти тугу думкою: «Мені невесело було // Й на нашій славній Україні». Лірична тема вірша спочатку розгортається нібито в плані особистих переживань, в плані самотності поета («Ніхто любив мене, вітав»), але поступово вона розкривається як тема суспільної трагедії народу, гнобленого панством. Думку про ворожість самодержавно-кріпосницького ладу визвольним ідеям, ідеям любові й добра втілено у мотиві переслідування євангельських Христа і Марії («Тойді повісили Христа, // Й тепер не втік би син Марії!»). Цей мотив згодом знайшов свій розвиток у вірші «N. N.» («Така, як ти, колись лілея»).